# Mantispa iridipennis
Mantispa iridipennis is een insect uit de familie van de Mantispidae, die tot de orde netvleugeligen (Neuroptera) behoort. 
Mantispa iridipennis is voor het eerst wetenschappelijk beschreven door Guérin-Méneville in 1844.